# Список умерших в 1290 году

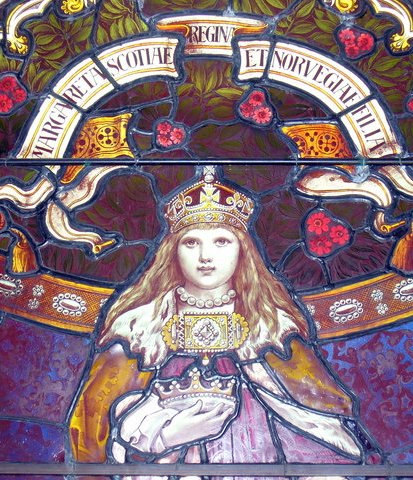
Маргарет Норвежская Дева

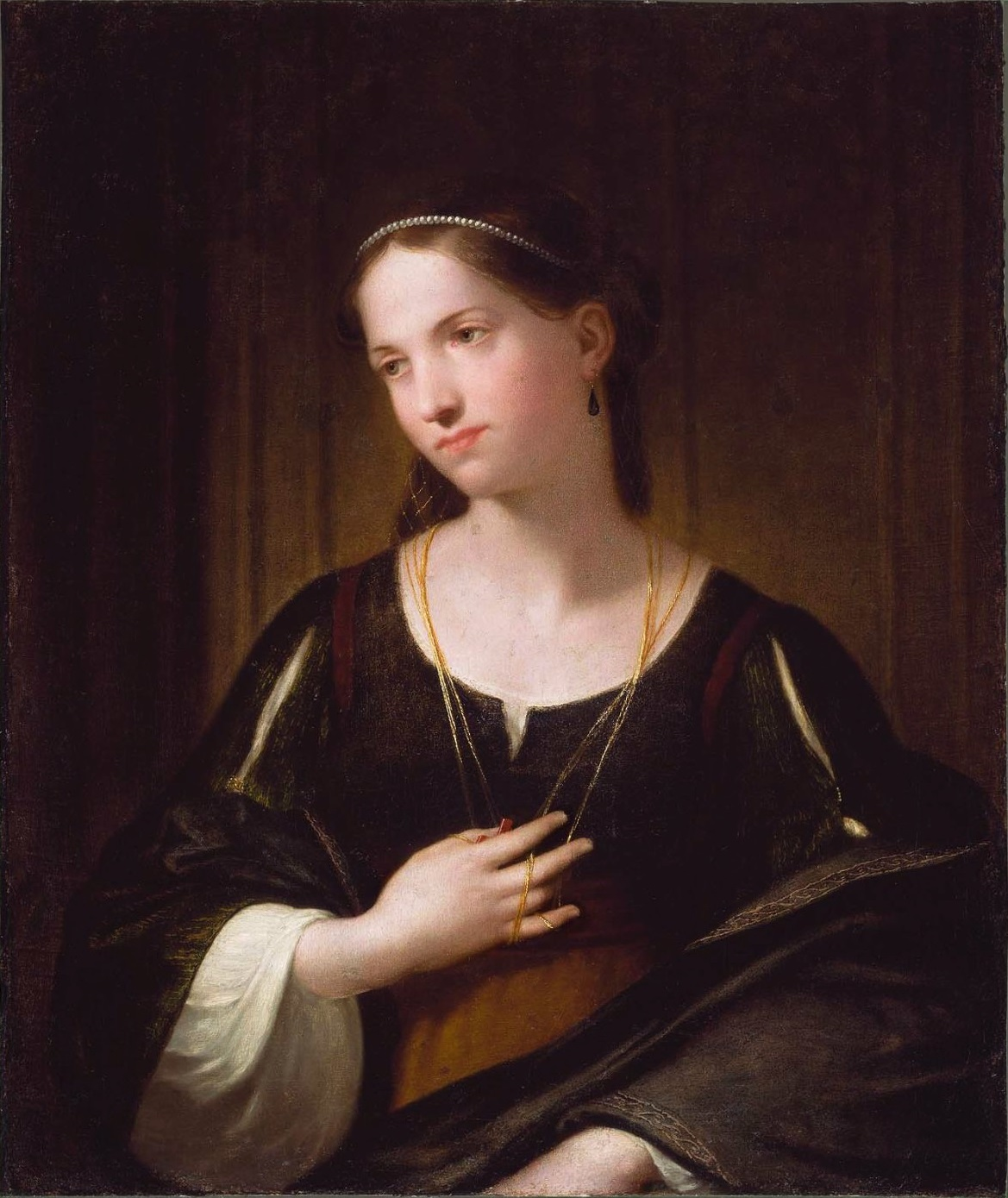
Беатриче Портинари

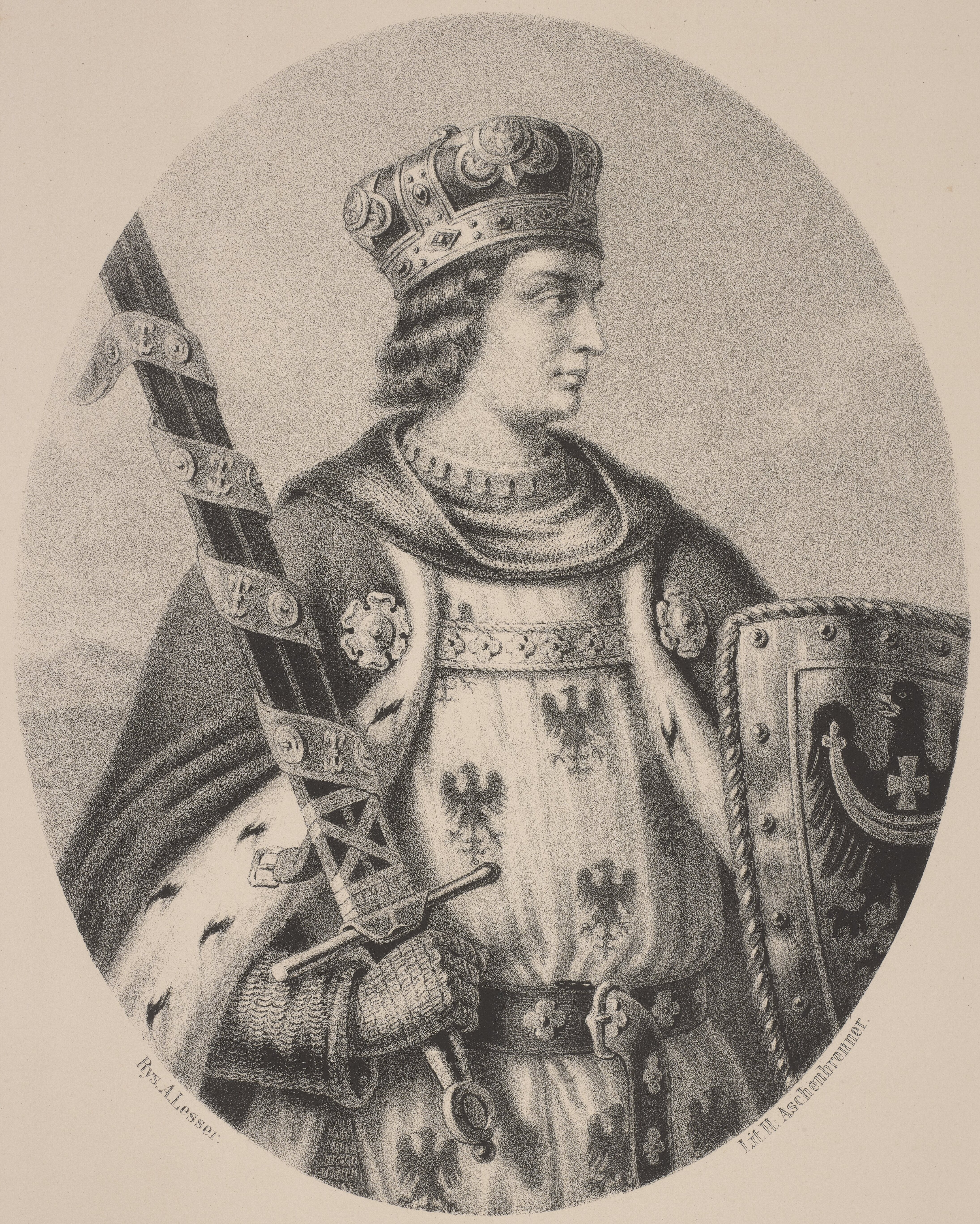
Генрих IV Пробус

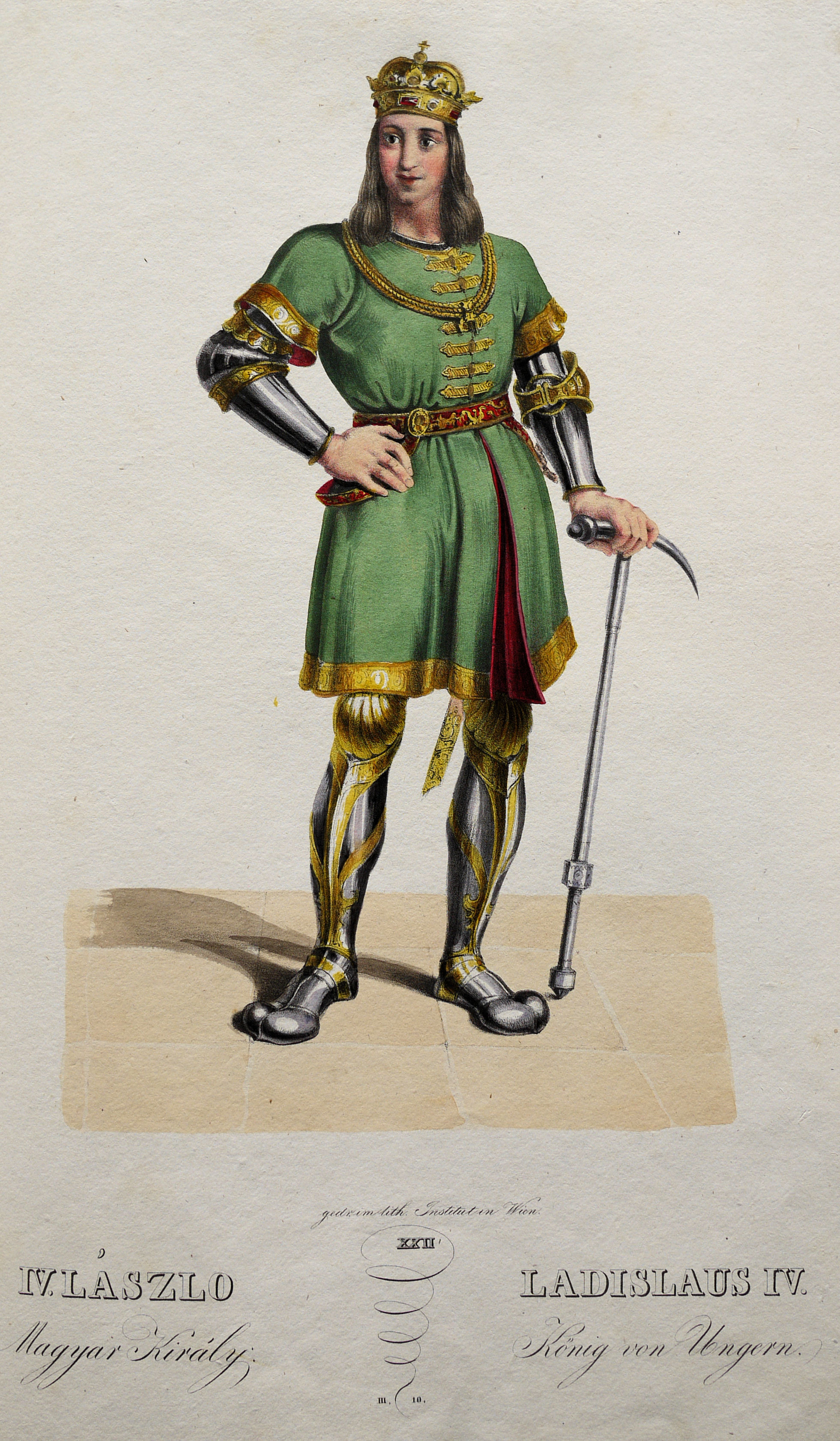
Ласло IV Кун

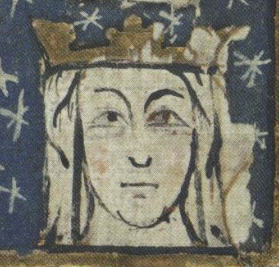
Элеонора Кастильская

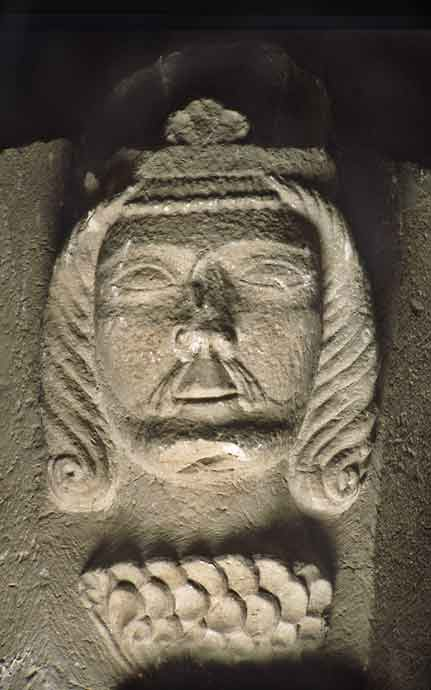
Магнус I Ладулос

В этой статье представлен список известных людей, умерших в 1290 году.
См. также: Категория:Умершие в 1290 году

## Январь
- 25 января — Генрих II, граф Хойя (с 1235).
- 28 января — Дерворгила Галлоуэйская — баронесса-консорт Балиол, жена Джона де Баллиол, мать короля Шотландии Иоанна I.

## Февраль
- 1 февраля — Муизз ад-дин Кай-Кубад — султан Дели из мамлюкской династии Балбани (1287—1290), казнён.
- 3 февраля — Генрих XIII (54) — герцог Баварии и пфальцграф Рейнский (1253—1255), первый герцог Нижней Баварии (1255—1290).

## Апрель
- 26 апреля — Гастон VII де Монкада — виконт Беарна, виконт Габардана, виконт Брюлуа и сенор Монкада (1229—1290), виконт Марсана (1251—1270/1273)

## Май
- 10 мая — Рудольф II — герцог Австрии (1282—1283)
- 27 мая — Божена Чешская[чеш.] — дочь чешского короля Вацлава I, маркграфиня-консорт Бранденбурга (1243—1267), жена маркграфа Оттона III
- Алиса де Лузиньян[англ.] — графиня-консорт Хартфорд и графиня-консорт Глостер (1262—1290), жена Гилберта де Клер, 7-го графа Глостер

## Июнь
- 9 июня — Беатриче Портинари — «муза» и тайная возлюбленная итальянского поэта Данте Алигьери.
- 23 июня — Генрих IV Пробус — Князь Вроцлавский (1270—1290), король Польши (князь Кракова) (1288—1290).

## Июль
- 10 июля — Ласло IV Кун (27) — Король Венгрии и Хорватии (1272—1290), убит половцами.

## Август
- 24 августа — Завиш из Фалькенштейна — чешский рыцарь, второй муж королевы Чехии Кунгуты Галицкой, казнён.

## Сентябрь
- 19 сентября — Мария де Сервельо (59), каталонская католическая монахиня, первая настоятельница Третьего ордена мерседариев, католическая святая.
- 26 сентября — Маргарет Норвежская Дева (7) — Королева Шотландии (1286—1290).

## Октябрь
- 10 октября — Аль-Мансур Калаун — мамлюкский султан Египта из династии Бахритов (1279—1290).

## Ноябрь
- 28 ноября — Элеонора Кастильская — королева-консорт Англии (1272—1290), жена Эдуарда I

## Декабрь
- 18 декабря:
  - Герман I[англ.] — граф Хеннеберга (1235—1290);
  - Магнус I Ладулос — король Швеции (1275—1290).
- 21 декабря — Герхард I — граф Гольштейна (1238—1261), первый и единственный граф Гольштейн-Итцехоэ (1261—1290)

## Дата неизвестна или требует уточнения
- Алв Эрлингссон[англ.] — норвежский дворянин, граф Сарпсборга и губернатор Эстфолла.
- Гвидо да Сиена, итальянский живописец.
- Иоганн фон Бардевик[нем.] — бургомистр Любека (1263, 1266, 1269, 1277, 1281, 1283, 1285, 1287)
- Уильям де Ла Мар — английский францисканский богослов.
- Льоке Юпанки — Сапа Инка (1260—1290).
- Мхитар Айриванеци, армянский историк, книжник, поэт, педагог.
- Пётр Ордынский — монгольский царевич, принявший православие, святой Русской православной церкви.
- Приезда II — бан Боснии (1287—1290).
- Рауль V ле Фламенк, маршал Франции.
- Святослав, князь липовичский.
- Сибилла — принцесса Киликийской Армении — княгиня консорт Антиохии и графиня-консорт Триполи (1254—1275), жена Боэмунда VI, регент Триполи.
- София Галицкая, княжна из рода Рюриковичей, дочь Даниила Галицкого, жена графа Генриха V фон Шварцбург-Бланкенбург.
- Тарсаич Орбелян, армянский князь Сюника (1273—1290), атабаг Грузии (1284—1289).
- Томас Лермонт — шотландский бард XIII века, персонаж кельтского фольклора, легендарный предок Михаила Лермонтова.
- Шем-Тоб ибн-Фалакера, испано-еврейский философ и поэт.
- Элиезер из Тука, тосафист (комментатор Талмуда), жил в Туке (Франция).